# Харакат Тахрир
Движение освобождения Сегиет-эль-Хамра и Вади-эд-Дахаб, также известное как Движение освобождения (араб. حركة تحرير‎ Харакат Тахрир), Движение освобождения Сахары или просто Мусульманская партия — сахарское движение, основанное в конце 1960-х годов Мухаммадом Бассири, сахарским журналистом и учителем Корана.
Его целью было мирное свержение испанского колониального господства и достижения самоопределения Западной Сахары. Первоначально организовано и управлялось в тайне, но показало своё существование во время демонстрации в Эль-Аюне (Laayoune) против испанского владычества в 1970 году, пытаясь передать петицию испанским колониальным властям с призывом улучшения жизни в Западной Сахаре и в конечном счете её независимость.
Протест был немедленно и жестоко подавлены колониальными силами. Резня и последующие действия были названы интифадой Земла, или восстанием, в честь места, где состоялась демонстрация. По всей стране началась охота на членов движения с последующим: Бассири сам был арестован и «исчез» в испанской заключении. Он, как предполагается, был убит его тюремщиками, и считается в современной Сахаре как первый современный мученик. (Марокко, которая заявляет о Западной Сахары как своей собственной провинции, пытается присвоить его наследие, утверждая, что Харакат Тахрир в первую очередь было заинтересовано в отделении от Испании, не в достижении независимости страны, отдельной от Марокко.)
После разгрома Харакат тахрир, сахрави националисты отказались от надежды на мирное конец колониального господства. В мае 1973 года Фронта ПОЛИСАРИО формируется под руководством Эль-Уали, призывая к вооруженной революции против испанского господства. Полисарио, который по-прежнему активны, позже превратится свои пушки на марокканской и мавританских войск, которые вторглись Западной Сахары после отъезда Испании в 1975 году.